# Hamburger Golf Club
De Hamburger Golf Club is een van de oudste golfclubs in Duitsland.
De club werd in 1906 opgericht en had toen alleen een 9-holes golfbaan in Flottbeck. Hier werd in 1911 het eerste Duits Open gespeeld.
De club groeide en in 1930 werd besloten een 18 holesbaan te laten aanleggen. Er werd land gekocht in Falkenstein en drie architecten maakten samen een ontwerp: Harry Colt, John Morrison en Hugh Alison. De baan werd vaak gebruikt voor het German Seniors Open en acht keer voor het Duits Open. In 1981 won Bernhard Langer op deze baan.
In 1960 werd de baan door Bernhard von Limburger aan de moderne tijd aangepast. 